# Boarmia subrugata
Boarmia subrugata là một loài bướm đêm trong họ Geometridae.